# 得胜镇 (竹山县)
得胜镇，是中华人民共和国湖北省十堰市竹山县下辖的一个乡镇级行政单位。

## 行政区划
得胜镇下辖以下地区：
大桥村、茶场村、坛山村、圣水村、庙垭村、界岭村、文峪河村、石底村、五道河村、复兴村、八道关村、花竹村、金明村和施家河村。